# Supertaça Cândido de Oliveira
La Supercoppa Candido de Oliveira (in portoghese Supertaça Cândido de Oliveira), spesso nota come Supercoppa di Portogallo, è una competizione calcistica in cui si affrontano in gara unica la squadra vincitrice della Primeira Liga e la detentrice della Taça de Portugal, la coppa nazionale portoghese. Nel caso in cui una compagine dovesse vincere entrambi i trofei durante la stagione, allora alla Supercoppa partecipa la formazione sconfitta in finale di Taça de Portugal.
La prima partita ufficiale si è giocata nel 1981, tra il Benfica e il Porto, benché fossero già state disputate tre edizioni in maniera non ufficiale nel 1944, 1979 e 1980. Dal 2001 la competizione viene giocata in gara unica. La squadra che ha vinto più volte il trofeo è il Porto, con 24 successi, l'ultimo dei quali ottenuto nel 2024.

## Storia
Il 10 giugno 1944 si è svolta una partita speciale tra i campioni in carica dello Sporting CP e il Benfica, detentore della Taça de Portugal, in occasione dell'inaugurazione dello Stadio Nazionale di Jamor. Vinse lo
Sporting 3 a 2 dopo i supplementari. Questa gara fu battezzata Taça Império (da non confondersi con la Taça do Império, una manifestazione antesignana della Taça de Portugal, disputata nel 1912, 1913 e 1918), ma benché originariamente fosse stato previsto di disputarla con cadenza annuale, non ebbe seguito.
La supercoppa, anche se non ufficialmente, ha preso il via nel 1979 con il derby della città di Porto tra i campioni in carica del Porto ed i vincitori della coppa, il Boavista, che s'impose per 2-1. La partita fu organizzata per iniziativa dei due club. L'anno successivo si giocò il Derby di Lisbona, Benfica-Sporting, come nel 1944. Questa è stata la seconda ed ultima edizione non ufficiale del torneo, ed è stata giocata con partite di andata e ritorno.
Poiché, malgrado fossero considerate dalla federazione come partite amichevoli, le edizioni 1978 e 1979 della supercoppa avevano incontrato il gradimento del pubblico, a partire dal 1980 fu deciso di rendere ufficiale e permanente la manifestazione, che assunse il nome di Supertaça Cândido de Oliveira in onore dell'omonimo giornalista, nonché ex-calciatore ed allenatore, tra i fondatori del quotidiano sportivo A Bola.
Il regolamento prevedeva che, se nelle due partite giocate il risultato sommato fosse di parità, si sarebbe giocata una terza partita in campo neutrale che determinava il vincitore. Questa eventualità si è verificata cinque volte nella storia della competizione, nelle edizioni 1991, 1993, 1994, 1995 e 2000. Nel 1984 venne invece giocato un tie-break con due sfide, giocando così quattro partite in totale. A partire dall'edizione 2001 la Supertaça si gioca invece in una partita unica.

## Il trofeo negli anni
Il trofeo consegnato ai vincitori misura 53 cm di altezza per 33 di larghezza ed è in argento, per un peso di 3,25 kg.

## Albo d'oro
| Edizione               | Anno                   | Vincitore              | Data                   | Campione di Portogallo | Finalista              | Risultato              | Sede                                   |
| Edizioni non ufficiali | Edizioni non ufficiali | Edizioni non ufficiali | Edizioni non ufficiali | Edizioni non ufficiali | Edizioni non ufficiali | Edizioni non ufficiali | Edizioni non ufficiali                 |
| ---------------------- | ---------------------- | ---------------------- | ---------------------- | ---------------------- | ---------------------- | ---------------------- | -------------------------------------- |
| 1ª                     | 1979                   | Boavista               | 17 agosto 1979         | Porto                  | Boavista               | 1 - 2                  | Estádio das Antas, Porto               |
| 2ª                     | 1980                   | Benfica                | 10 settembre 1980      | Sporting Lisbona       | Benfica                | 2 - 2                  | Stadio José Alvalade, Lisbona          |
| 2ª                     | 1980                   | Benfica                | 29 ottobre 1980        | Sporting Lisbona       | Benfica                | 1 - 2                  | Estádio da Luz, Lisbona                |
| Edizioni ufficiali     |                        |                        |                        |                        |                        |                        |                                        |
| 3ª                     | 1981                   | Porto (1)              | 1º dicembre 1981       | Benfica                | Porto                  | 2 - 0                  | Estádio da Luz, Lisbona                |
| 3ª                     | 1981                   | Porto (1)              | 8 dicembre 1981        | Benfica                | Porto                  | 1 - 4                  | Estádio das Antas, Porto               |
| 4ª                     | 1982                   | Sporting Lisbona (1)   | 9 ottobre 1982         | Sporting Lisbona       | Braga                  | 1 - 2                  | Estádio Primeiro de Maio, Braga        |
| 4ª                     | 1982                   | Sporting Lisbona (1)   | 1º dicembre 1982       | Sporting Lisbona       | Braga                  | 6 - 1                  | Stadio José Alvalade, Lisbona          |
| 5ª                     | 1983                   | Porto (2)              | 8 dicembre 1983        | Benfica                | Porto                  | 0 - 0                  | Estádio das Antas, Porto               |
| 5ª                     | 1983                   | Porto (2)              | 14 dicembre 1983       | Benfica                | Porto                  | 1 - 2                  | Estádio da Luz, Lisbona                |
| 6ª                     | 1984                   | Porto (3)              | 27 marzo 1985          | Benfica                | Porto                  | 1 - 0                  | Estádio da Luz, Lisbona                |
| 6ª                     | 1984                   | Porto (3)              | 17 aprile 1985         | Benfica                | Porto                  | 0 - 1                  | Estádio das Antas, Porto               |
| 6ª                     | 1984                   | Porto (3)              | 16 maggio 1985         | Benfica                | Porto                  | 0 - 3                  | Estádio das Antas, Porto               |
| 6ª                     | 1984                   | Porto (3)              | 30 maggio 1985         | Benfica                | Porto                  | 0 - 1                  | Estádio da Luz, Lisbona                |
| 7ª                     | 1985                   | Benfica (1)            | 20 novembre 1985       | Porto                  | Benfica                | 0 - 1                  | Estádio da Luz, Lisbona                |
| 7ª                     | 1985                   | Benfica (1)            | 4 dicembre 1985        | Porto                  | Benfica                | 0 - 0                  | Estádio das Antas, Porto               |
| 8ª                     | 1986                   | Porto (4)              | 19 novembre 1986       | Porto                  | Benfica                | 1 - 1                  | Estádio das Antas, Porto               |
| 8ª                     | 1986                   | Porto (4)              | 26 novembre 1986       | Porto                  | Benfica                | 4 - 2                  | Estádio da Luz, Lisbona                |
| 9ª                     | 1987                   | Sporting Lisbona (2)   | 6 dicembre 1987        | Benfica                | Sporting Lisbona       | 0 - 3                  | Estádio da Luz, Lisbona                |
| 9ª                     | 1987                   | Sporting Lisbona (2)   | 20 dicembre 1987       | Benfica                | Sporting Lisbona       | 0 - 1                  | Stadio José Alvalade, Lisbona          |
| 10ª                    | 1988                   | Vitória Guimarães (1)  | 28 settembre 1988      | Porto                  | Vitória Guimarães      | 0 - 2                  | Estádio D. Afonso Henriques, Guimarães |
| 10ª                    | 1988                   | Vitória Guimarães (1)  | 19 ottobre 1988        | Porto                  | Vitória Guimarães      | 0 - 0                  | Estádio das Antas, Porto               |
| 11ª                    | 1989                   | Benfica (2)            | 25 ottobre 1989        | Benfica                | Belenenses             | 2 - 0                  | Estádio da Luz, Lisbona                |
| 11ª                    | 1989                   | Benfica (2)            | 29 novembre 1989       | Benfica                | Belenenses             | 2 - 0                  | Estádio do Restelo, Lisbona            |
| 12ª                    | 1990                   | Porto (5)              | 7 agosto 1990          | Porto                  | Estrela Amadora        | 1 - 2                  | Estádio José Gomes, Amadora            |
| 12ª                    | 1990                   | Porto (5)              | 14 agosto 1990         | Porto                  | Estrela Amadora        | 3 - 0                  | Estádio das Antas, Porto               |
| 13ª                    | 1991                   | Porto (6)              | 18 dicembre 1991       | Benfica                | Porto                  | 2 - 1                  | Estádio da Luz, Lisbona                |
| 13ª                    | 1991                   | Porto (6)              | 29 gennaio 1992        | Benfica                | Porto                  | 0 - 1                  | Estádio das Antas, Porto               |
| 13ª                    | 1991                   | Porto (6)              | 9 settembre 1992       | Benfica                | Porto                  | 1 - 1 (3-4 dtr)        | Stadio Città di Coimbra, Coimbra       |
| 14ª                    | 1992                   | Boavista (1)           | 16 dicembre 1992       | Porto                  | Boavista               | 1 - 2                  | Estádio das Antas, Porto               |
| 14ª                    | 1992                   | Boavista (1)           | 6 gennaio 1993         | Porto                  | Boavista               | 2 - 2                  | Estádio do Bessa, Porto                |
| 15ª                    | 1993                   | Porto (7)              | 11 agosto 1993         | Porto                  | Benfica                | 0 - 1                  | Estádio da Luz, Lisbona                |
| 15ª                    | 1993                   | Porto (7)              | 15 agosto 1993         | Porto                  | Benfica                | 1 - 0                  | Estádio das Antas, Porto               |
| 15ª                    | 1993                   | Porto (7)              | 17 agosto 1994         | Porto                  | Benfica                | 2 - 2 (4-3 dtr)        | Stadio Città di Coimbra, Coimbra       |
| 16ª                    | 1994                   | Porto (8)              | 24 agosto 1994         | Benfica                | Porto                  | 1 - 1                  | Estádio da Luz, Lisbona                |
| 16ª                    | 1994                   | Porto (8)              | 21 settembre 1994      | Benfica                | Porto                  | 0 - 0                  | Estádio das Antas, Porto               |
| 16ª                    | 1994                   | Porto (8)              | 20 giugno 1995         | Benfica                | Porto                  | 0 - 1                  | Parco dei Principi, Parigi             |
| 17ª                    | 1995                   | Sporting Lisbona (3)   | 6 agosto 1995          | Porto                  | Sporting Lisbona       | 0 - 0                  | Estádio José Alvalade, Lisbona         |
| 17ª                    | 1995                   | Sporting Lisbona (3)   | 23 agosto 1995         | Porto                  | Sporting Lisbona       | 2 - 2                  | Estádio das Antas, Porto               |
| 17ª                    | 1995                   | Sporting Lisbona (3)   | 30 aprile 1996         | Porto                  | Sporting Lisbona       | 0 - 3                  | Parco dei Principi, Parigi             |
| 18ª                    | 1996                   | Porto (9)              | 18 agosto 1996         | Porto                  | Benfica                | 1 - 0                  | Estádio das Antas, Porto               |
| 18ª                    | 1996                   | Porto (9)              | 18 settembre 1996      | Porto                  | Benfica                | 5 - 0                  | Estádio da Luz, Lisbona                |
| 19ª                    | 1997                   | Boavista (2)           | 15 agosto 1997         | Porto                  | Boavista               | 0 - 2                  | Estádio do Bessa, Porto                |
| 19ª                    | 1997                   | Boavista (2)           | 10 settembre 1997      | Porto                  | Boavista               | 1 - 0                  | Estádio das Antas, Porto               |
| 20ª                    | 1998                   | Porto (10)             | 8 agosto 1998          | Porto                  | Braga                  | 1 - 0                  | Estádio das Antas, Porto               |
| 20ª                    | 1998                   | Porto (10)             | 8 settembre 1998       | Porto                  | Braga                  | 1 - 1                  | Estádio Primeiro de Maio, Braga        |
| 21ª                    | 1999                   | Porto (11)             | 7 agosto 1999          | Porto                  | Beira-Mar              | 2 - 1                  | Estádio Mário Duarte, Aveiro           |
| 21ª                    | 1999                   | Porto (11)             | 15 agosto 1999         | Porto                  | Beira-Mar              | 3 - 1                  | Estádio das Antas, Porto               |
| 22ª                    | 2000                   | Sporting Lisbona (4)   | 13 agosto 2000         | Sporting Lisbona       | Porto                  | 1 - 1                  | Estádio das Antas, Porto               |
| 22ª                    | 2000                   | Sporting Lisbona (4)   | 31 gennaio 2001        | Sporting Lisbona       | Porto                  | 0 - 0                  | Estádio José Alvalade, Lisbona         |
| 22ª                    | 2000                   | Sporting Lisbona (4)   | 16 maggio 2001         | Sporting Lisbona       | Porto                  | 1 - 0                  | Stadio Città di Coimbra, Coimbra       |
| 23ª                    | 2001                   | Porto (12)             | 4 agosto 2001          | Boavista               | Porto                  | 0 - 1                  | Estádio do Rio Ave FC, Vila do Conde   |
| 24ª                    | 2002                   | Sporting Lisbona (5)   | 18 agosto 2002         | Sporting Lisbona       | Leixões                | 5 - 1                  | Estádio do Bonfim, Setúbal             |
| 25ª                    | 2003                   | Porto (13)             | 10 agosto 2003         | Porto                  | União Leiria           | 1 - 0                  | Estádio D. Afonso Henriques, Guimarães |
| 26ª                    | 2004                   | Porto (14)             | 20 agosto 2004         | Porto                  | Benfica                | 1 - 0                  | Stadio Città di Coimbra, Coimbra       |
| 27ª                    | 2005                   | Benfica (3)            | 13 agosto 2005         | Benfica                | Vitória Setúbal        | 1 - 0                  | Estádio do Algarve, Faro               |
| 28ª                    | 2006                   | Porto (15)             | 19 agosto 2006         | Porto                  | Vitória Setúbal        | 3 - 0                  | Estádio Dr. Magalhães Pessoa, Leiria   |
| 29ª                    | 2007                   | Sporting Lisbona (6)   | 11 agosto 2007         | Porto                  | Sporting Lisbona       | 0 - 1                  | Estádio Dr. Magalhães Pessoa, Leiria   |
| 30ª                    | 2008                   | Sporting Lisbona (7)   | 16 agosto 2008         | Porto                  | Sporting Lisbona       | 0 - 2                  | Estádio do Algarve, Faro               |
| 31ª                    | 2009                   | Porto (16)             | 9 agosto 2009          | Porto                  | Paços Ferreira         | 2 - 0                  | Stadio comunale di Aveiro, Aveiro      |
| 32ª                    | 2010                   | Porto (17)             | 7 agosto 2010          | Benfica                | Porto                  | 0 - 2                  | Stadio comunale di Aveiro, Aveiro      |
| 33ª                    | 2011                   | Porto (18)             | 7 agosto 2011          | Porto                  | Vitória Guimarães      | 2 - 1                  | Stadio comunale di Aveiro, Aveiro      |
| 34ª                    | 2012                   | Porto (19)             | 11 agosto 2012         | Porto                  | Académica              | 1 - 0                  | Stadio comunale di Aveiro, Aveiro      |
| 35ª                    | 2013                   | Porto (20)             | 10 agosto 2013         | Porto                  | Vitória Guimarães      | 3 - 0                  | Stadio comunale di Aveiro, Aveiro      |
| 36ª                    | 2014                   | Benfica (4)            | 10 agosto 2014         | Benfica                | Rio Ave                | 0 - 0 (3-2 dtr)        | Stadio comunale di Aveiro, Aveiro      |
| 37ª                    | 2015                   | Sporting Lisbona (8)   | 9 agosto 2015          | Benfica                | Sporting Lisbona       | 0 - 1                  | Estádio do Algarve, Faro               |
| 38ª                    | 2016                   | Benfica (5)            | 7 agosto 2016          | Benfica                | Braga                  | 3 - 0                  | Stadio comunale di Aveiro, Aveiro      |
| 39ª                    | 2017                   | Benfica (6)            | 5 agosto 2017          | Benfica                | Vitória Guimarães      | 3 - 1                  | Stadio comunale di Aveiro, Aveiro      |
| 40ª                    | 2018                   | Porto (21)             | 4 agosto 2018          | Porto                  | Desp. Aves             | 3 - 1                  | Estádio do Jamor, Oeiras               |
| 41ª                    | 2019                   | Benfica (7)            | 4 agosto 2019          | Benfica                | Sporting Lisbona       | 5 - 0                  | Estádio do Algarve, Faro               |
| 42ª                    | 2020                   | Porto (22)             | 23 dicembre 2020       | Porto                  | Benfica                | 2 - 0                  | Stadio comunale di Aveiro, Aveiro      |
| 43ª                    | 2021                   | Sporting Lisbona (9)   | 31 luglio 2021         | Sporting Lisbona       | Braga                  | 2 - 1                  | Stadio comunale di Aveiro, Aveiro      |
| 44ª                    | 2022                   | Porto (23)             | 30 luglio 2022         | Porto                  | Tondela                | 3 - 0                  | Stadio comunale di Aveiro, Aveiro      |
| 45ª                    | 2023                   | Benfica (8)            | 9 agosto 2023          | Benfica                | Porto                  | 2 - 0                  | Stadio comunale di Aveiro, Aveiro      |
| 46ª                    | 2024                   | Porto (24)             | 3 agosto 2024          | Sporting Lisbona       | Porto                  | 3 - 4 (dts)            | Stadio comunale di Aveiro, Aveiro      |
| 47ª                    | 2025                   | Benfica (9)            | 31 luglio 2025         | Sporting Lisbona       | Benfica                | 0 - 1                  | Estádio do Algarve, Faro               |

## Titoli per club
Conteggia Solo le edizioni ufficiali
| Club              | Vittorie | Finalista | Anni vittorie |
| ----------------- | -------- | --------- | --- |
| Porto             | 24       | 9         | 1981, 1983, 1984, 1986, 1990, 1991, 1993, 1994, 1996, 1998, 1999, 2001, 2003, 2004, 2006, 2009, 2010, 2011, 2012, 2013, 2018, 2020, 2022, 2024 |
| Benfica           | 9        | 13        | 1985, 1989, 2005, 2014, 2016, 2017, 2019, 2023, 2025                                                                                           |
| Sporting Lisbona  | 9        | 3         | 1982, 1987, 1995, 2000, 2002, 2007, 2008, 2015, 2021                                                                                           |
| Boavista          | 2        | 1         | 1992, 1997 |
| Vitória Guimarães | 1        | 3         | 1988 |